# Vitalià (general)
Flavi Vitalià (en llatí: Flavius Vitalianus; m. juny del 520) va ser un oficial de l'exèrcit romà d'Orient del segle vi, actiu sota els emperadors Anastasi I (r. 491-518) i Justí I (r. 518-527). Era nadiu de Zaldapa, a la Mèsia Inferior, fill de Patricíol i de la germana del Patriarca de Constantinoble, Macedoni II. El 503, va acompanyar el seu pare a la Guerra Anastasia contra l'Imperi Sassànida i el 513 és citat com a comes dels federats a la Tràcia. Aprofitant-se de la seva posició a la província i del ressentiment dels calcedonis per les mesures impopulars d'Anastasi, Vitalià va començar una gran revolta contra ell.
Successives temptatives de conciliació van fracassar i la revolta va continuar fins a ser finalment derrotada el 515. Vitalià es va amagar fins a la mort d'Anastasi i, al ser un vigorós calcedoni, va ser perdonat per Justí I (r. 518-527) i inserit en les discussions amb el papa per a acabar amb el cisma acacià. Va ser nomenat cònsol l'any de 520, va ser assassinat durant aquest any, probablement per ordre del nebot, i hereu, de Justí, Justinià I (r. 527-565).

## Biografia
Vitalià va néixer a Zaldapa, a la Mèsia Inferior (un lloc proper de la vila moderna d'Abrite, al nord-est de Bulgària). Segons les descripcions dels cronistes de l'època, era baix i tartamut, però la seva bravura i habilitats militars eren reconegudes per tots. Ell és anomenat "got" o "escita" a les fonts. La mare de Vitalià, no obstant això, era germana del patriarca constantinopolità, Macedoni II (495-511), el que indica tant un casament mixt quant un origen "bàrbar" per al seu pare Patricíol. Qualsevol que sigui l'origen de Patricíol, el seu nom tenia origen llatí, mentre que els fills de Vitalià, els generals Buzes i Cutzes tenien noms tracis, i l'altre, Venil, got. El seu nebot, Joan, es va convertir en posteriorment un gran general durant les guerres contra el Regne Ostrogot. Ell també era parent d'Esteve i del monjo Lleonci.
L'afirmació de què era "got" es basa en una única font siríaca i és actualment considerada dubtosa. De la mateixa forma, l'afirmació de què seria "escita", aplicada per diversos autors de l'època, tampoc és conclusiva, doncs podria denotar els habitants de la Escítia Menor o, en el llenguatge clàssic habitual dels textos romans orientals, algú vingut de les regions marginals del nord-oest del món romà, centrat al Mediterrani. En aquest cas, el terme tenia significat ampli, sense cap atribut ètnic específic. A més d'això, una vegada que cap dels "monjos escites", amb els quals ell i altres membres de la seva família aparentment tenien llaços, van expressar cap parentiu, per sang o espiritual, amb els gots arians que regnaven a la península Itàlica, un origen got és també qüestionable.

### Revolta contra Anastasi I

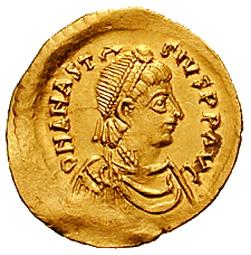
Semis d'Anastasi I (491-518), el seu adversari

Vitalià és citat per primera vegada el 503, quan va acompanyar el seu pare a la Guerra Anastasiana contra l'Imperi Sassànida. El 513, va ser elevat a la posició de comes a la Tràcia, tal vegada comes dels federats, molts dels quals eren huns. En aquest nou càrrec, es va rebel·lar contra Anastasi I (r. 491-518), aprofitant-se del ressentiment provocat per les polítiques militars, religioses i socials de l'emperador. El 511, Anastasi hi havia alterat la forma del Trisagi, adoptant oficialment el dogma miafisita, irritant tota la població calcedonia de l'Imperi, ja alienada per la seva estricta política monetària. A més d'això, Anastasi es va negar a proveir les annonas ("provisions") dels federats, el que va fer que augmentés el suport de Vitalià entre les tropes a la Tràcia, Mèsia Segona i l'Esítia Menor, abans liderades per l'impopular mestre dels soldats de la Tràcia Hipaci. Vitalià va matar dos oficials seniores (Celearí i Constantí) que havien romàs fidels a Hipaci, va convèncer Maxenci, dux de Mèsia, d'unir-se a la revolta i va capturar Carí, amic de Hipaci.
Alhora, erigint-se com a campió de la fe calcedoniana, va aconseguir guanyar el suport de la població local, que es va unir a la seva força que, segons els cronistes, va arribar a tenir entre 50 i 60 mil homes, "soldats i camperols", que van marxar en direcció a Constantinoble, tal vegada intentant reclutar durant el camí encara més gent. De fet, és probable que la revolta mateixa hagi estat motivada principalment per motius religiosos, alguna cosa que es dedueix de les seves successives temptatives d'arribar a un acord amb Anastasi. Per a contenir la seva propaganda, Anastasi va ordenar que diverses creus de bronze fossin col·locades a les muralles de Constantinoble amb inscripcions amb la seva versió dels fets. Anastasi també va reduir els impostos a les províncies de la Bitínia i d'Àsia per a evitar que s'unissin a ell.
Quan les forces rebels van arribar a la capital, van acampar al suburbi de Hebdom i van bloquejar la ciutat per terra. Anastasi va preferir negociar i va enviar com ambaixador l'ex-cònsol i mestre dels soldats praesentalis Patríci, l'antic patrocinador de Vitalià. Vitalià, li va dir les seves condicions: la restauració de l'ortodòxia calcedònia i la resolució dels problemes amb l'exèrcit federat. Patrici va convidar-lo a ell i als seus oficials a anar fins a la ciutat a negociar, però Vitalià va rebutjar i va permetre que els seus oficials més veterans hoi anessin l'endemà. Les negociacions següents van ser dirigides pel seu subaltern Teodor. Els oficials van ser bé tractats per Anastasi, que els va donar presents i va prometre que els problemes amb els soldats serien resolts. També va jurar que sotmetria la disputa religiosa perquè fos resolta pel papa. Al retornar al campament, els oficials unànimement van pressionar Vitalià perquè acceptés l'acord i, sense alternativa, només vuit dies després d'haver arribat, el rebel es va retirar i va retornar amb els seus homes a la Mèsia Inferior.

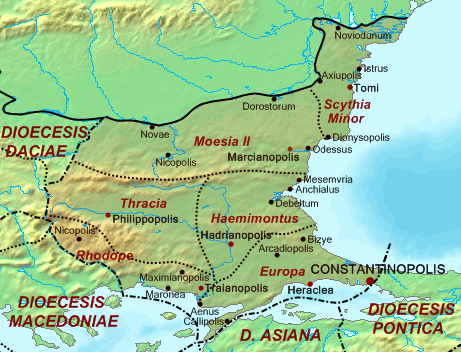
Diòcesi de la Tràcia, l'escenari de les rebel·lions

Anastasi llavors va designar Ciril·li com mestre dels soldats de la Tràcia i ell immediatament va atacar les forces rebels. Després d'alguns combats menors, Vitalià va aconseguir entrar, via suborn, a Odesso, la base de Ciril, i el va matar. Vitalià va ser declarat "enemic públic" i un nou i major exèrcit, suposadament amb 80 mil homes, sota el comandament d'Hipaci, el nou mestre, i un hun anomenat Alatar, va ser enviat contra ell. Després de vèncer una petita batalla inicial, l'exèrcit imperial va acabar eventualment havent de recular fins a Odesso (tardor del 513). A Àcris, a la costa del mar Negro, els homes de Vitalià van atacar el fort de carros i van aconseguir una victòria total: la major part de l'exèrcit imperial va ser morta i ambdós comandants van ser fets presoners amb l'objectiu d'obtenir un abundant rescat.
La victòria va consolidar la seva posició. Amb el botí aconseguit, va ser capaç de premiar règiament els seus seguidors i, amb la notícia de l'aniquilació de l'exèrcit imperial a la regió, les altres ciutats i fortaleses de la Mèsia Inferior i de l'Escítia es van rendir a ell. Poc després, va tenir un cop de sort. A Sozòpol, els seus homes van capturar una ambaixada enviada per Anastasi per a pagar el rescat pel seu nebot, incloent prop de 498 quilos d'or. Hipaci, no obstant això, no va ser alliberat fins a l'any següent, doncs Vitalià l'odiava, aparentment perquè havia insultat la seva esposa. El 514, novament va marxar cap a Constantinoble, aquesta vegada unint al seu exèrcit una flota de 200 vaixells dels ports del mar Negre, que navegaren pel Bòsfor i van amenaçar la ciutat per mar també; Vitalià va acampar en Sosteni. Anastasi també va patir revoltes a la ciutat, que van deixar molts morts i ferits, i, per això, va resoldre enviar senadors per a novament negociar. Vitalià va acceptar retirar-se amb la condició de ser nomenat mestre dels soldats de la Tràcia i de rebre la resta del rescat de Hipácio (ca. 2 270 quilos d'or). Ambdós van intercanviar juraments d'amistat i Anastasi va prometre reconvocar els bisbes calcedônios exiliats, tornar enrere els canvis fets al Trisagi i convocar un concili general de l'Església a Constantinoble per a 1 de juliol de 515. Ells també van escriure cartes al papa Hormisdes (r. 514-523) sobre la qüestió doctrinal i el papa va escriure una resposta per a Vitalià l'agost.
Vitalià va rebre la insígnia del comandament de la Tràcia i va ser auxiliat en l'administració per Hermógenes. Va ser tal vegada en aquest moment que el rei burgundi Segimon li va enviar una carta demanant ajuda per a Laurenci i el seu fill. El concili mai es va realitzar, ja que Hormisdes i Anastasi continuaven barallats a causa del cisma acacià i els bisbes deposats tampoc van aconseguir retornar per a les seves seus. Veient que Anastasi no compliria les seves promeses, a finals del 515, Vitalià novament va mobilitzar les seves forces i va marxar contra la capital. El seu exèrcit va capturar el suburbi de Sícas (actualment Gàlata), a laltre costat del Corn d'Or i davant la ciutat, acampant allí. Els dos mestres dels soldats praesentalis, Patríci i Joan, no volien combatre directament el seu vell amic Vitalià, per això, l'emperador va donar el comandament de les seves forces per a l'antic prefecte del pretori d'Orient, Marí, un assistent fiable i influent. Malgrat la seva falta d'experiència militar, Marí va derrotar la flota rebel en una batalla a l'entrada del Corn d'Or. D'acord amb el relat de Joan Malales, la va aconseguir utilitzant una substància química basada en el sofre inventada per Proclo d'Atenes, similar al posterior foc grec. Marí llavors va aconseguir portar els seus homes en la costa de Sícas i allí també va derrotar els rebels. Desanimat per les derrotes sofertes, Vitalià i el seu exèrcit van fugir al nord de nit. Com senyal de la seva victòria, Anastasi va liderar la processó a la vila de Sosteni, la caserna-general de Vitalià, i va assistir una missa d'agraïment a la famosa església local dedicada a Sant Miquel Arcàngel.

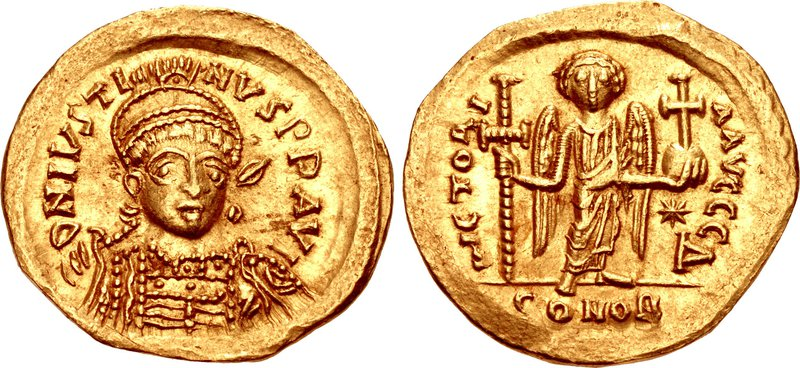
Sòlido de Justí I (r. 518-527)

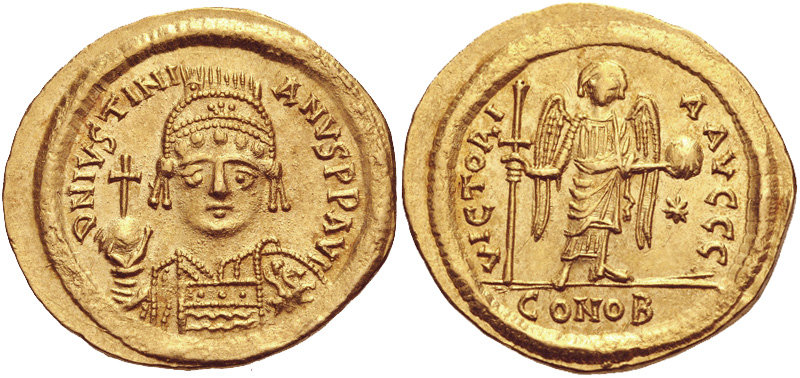
Sòlid de Justinià I (r. 527-565)

### Darrers anys
Una vegada de tornada a la Tràcia Septentrional, es va amagar i molts dels seus assistents van ser capturats i executats. En els tres anys següents, no se'n sap res, encara que un breu comentari d'un cronista pot indicar que va reaparèixer i va liderar una altra revolta armada durant els mesos finals de la vida d'Anastasi. Quan Anastasi va morir, el juliol del 518, va ser succeït per Justí I (r. 518-527), el comes dels excubitors, que ràpidament va prendre accions per a reforçar el seu regnat, dispensant diversos potencials rivals i enemics. Alhora, va convocar Vitalià a Constantinoble. Set dies després de la seva arribada, va ser nomenat mestre dels soldats praesentalis i comes, cònsol honorari, i, per tant després, patrici. També és estilitzat en les fonts com home magnífic i gloriosíssim.
Des del 518, com a conegut defensor de l'ortodòxia calcedònia, va tenir un paper important en la reafirmació d'aquestes doctrines i en la reconciliació amb Roma sota el nou règim, participant de les negociacions amb el papa. També va utilitzar la seva influència sobre Justí per a assegurar la remoció del patriarca Sever d'Antioquia, a qui odiava i hauria intentat tallar la llengua; aquesta enemistat va ser originada, segons les diverses fonts, pel seu ressentiment per la substitució de Flavià I (el seu fillol) del tron patriarcal per Sever i perquè Sever el va insultar en els seus escrits. Ell va ser aclamat, juntament amb altres dignataris, a les actes del Concili de Tir del 16 de setembre de 518 i en el de Apameia a inicis del 519.
Vitalià figura entre els homes magnífics i sublims que es van trobar amb els llegats papals al 10.ª mil·liari de la capital  i els van escortar cap a Constantinoble. També va recolzar els monjos escites i les seves doctrines teopasquites i va organitzar una reunió a la capital entre ells i els representants papals (29 de juny). El juliol, va escriure una carta per a Hormisdes i el 520 ell i Justinià van sol·licitar a Hormisdes un tractat sobre la gràcia escrit per Faust de Riés. El 520, Vitalià va ser designat cònsol oriental, el seu col·lega occidental va ser Rustici. No obstant això, el vell rebel continuava sent una amenaça potencial per a Justí i, més encara, per al seu nebot i hereu Justinià. Així, el mes de juliol, va ser assassinat al Gran Palau juntament amb el seu secretari Pau i seu domèstic Celerià. Segons Joan de Nicea, estaria conspirant contra Justí; la major part dels cronistes, no obstant això, responsabilitzen Justinià que volia lliurar-se d'un potencial rival.